# Trichorhina macrophthalma
Trichorhina macrophthalma är en kräftdjursart som beskrevs av Stanley B. Mulaik 1960. Trichorhina macrophthalma ingår i släktet Trichorhina och familjen myrbogråsuggor. Inga underarter finns listade i Catalogue of Life.